# Años 430
Los años 430 o década del 430 empezó el 1 de enero del 430 y terminó el 31 de diciembre del 439.

## Acontecimientos
- 430-454: Actividad política, y también literaria, del poeta hispanorromano Merobaudes.
- 430: Muere San Agustín de Hipona
- 431: Concilio de Éfeso
- 431: El nestorianismo es calificado de herejía y se persigue a sus creyentes.
- 432: San Sixto III sucede a San Celestino I como papa.
- Se redacta el Código Teodosiano entre 435 y 438.
- Hermerico asocia a su hijo Requila al trono suevo en 438.
- 438-439: Dominio suevo sobre el Guadiana, Mérida y Mértola.